# Shido
O Shido é a penalidade mais fraca do judô. É uma advertência que não gera pontos ao adversário.